# Similosodus punctiscapus
Similosodus punctiscapus là một loài bọ cánh cứng trong họ Cerambycidae.